# Fernando Delgado (actor)
Fernando Martínez Delgado (Porcuna, Jaén, 28 de junio de 1930-Madrid, 15 de junio de 2009) fue un actor español.

## Teatro
Hijo de los actores Luis Martínez Tovar y Julia Delgado Caro, debutó sobre las tablas con tan sólo seis años, en la obra Numancia, en el Teatro de la Zarzuela de Madrid. En años sucesivos se fue consolidando como un prestigioso intérprete teatral. En 1949 participó en el estreno de Historia de una escalera, de Antonio Buero Vallejo.
Otras obras importantes en las que actuó fueron El precio, El hombre complaciente, Los viernes amor, Una jornada particular, Caimán, Velada en Benicarló, Las palabras en la arena (1949), El gran minué (1950), Medida por medida (1955), La decente (1967), El amante complaciente (1969), de Graham Greene, Los comuneros (1974), de Ana Diosdado, Los japoneses no esperan (1979), de Ricardo Talesnik, Caimán (1981), de Antonio Buero Vallejo, El álbum familiar (1982), de José Luis Alonso de Santos, Antígona, de Sófocles (1983), La zapatera prodigiosa (1985), de Federico García Lorca, El jardín de los cerezos (1986), de Chéjov, o Hazme de la noche un cuento (1991), de Jorge Márquez.

### Trayectoria
- Los viernes amor
- Una jornada particular
- Velada en Benicarló (1949)
- Historia de una escalera, de Antonio Buero Vallejo
- Las palabras en la arena (1949), de Antonio Buero Vallejo
- El gran minué (1950),
- La fierecilla domada (1954) de William Shakespeare[2]
- Medida por medida (1955), de Shakespeare
- ¿De acuerdo, Susana? (1956), de Carlos Llopis
- Un matrimonio inmoral (1957), de Gerardo Rivas
- La venganza de Don Mendo (1959), de Pedro Muñoz Seca
- La tía de Carlos (1959), de Brandon Thomas
- Cena de matrimonios (1959), de Alfonso Paso
- El gato y el canario (1960), de John Willard.[3]
- Angelina o el honor de un brigadier (1962), de Jardiel Poncela
- La malcasada (1962), de Lope de Vega
- Niebla en el bigote (1962), de Jorge Llopis
- La decente (1967),
- Mañana te lo diré (1968), de James Saunders
- Crimen perfecto (1968), de Frederick Knott.
- Micaela (1969), de Joaquín Calvo Sotelo[4]
- El amante complaciente (1969), de Graham Greene
- Un delicado equilibrio (1969), de Edward Albee
- El precio (1970), de Arthur Miller
- La maleta (1971), de Julio Mauricio
- A dos barajas (1972), de José Luis Martín Descalzo
- Tal como son (1974),
- El jardín de los cerezos de Chéjov
- Los comuneros (1974), de Ana Diosdado
- Los japoneses no esperan (1979), de Ricardo Talesnik[5]
- El cero transparente (1980), de Alfonso Vallejo
- Caimán (1981), de Antonio Buero Vallejo
- El álbum familiar (1982), de José Luis Alonso de Santos
- Antígona de Sófocles (1983),
- La zapatera prodigiosa (1985), de Federico García Lorca
- Materia reservada (1988), de Hugh Whitemore
- Eloísa está debajo de un almendro (1991) de Enrique Jardiel Poncela[6]
- Hazme de la noche un cuento (1991), de Jorge Márquez
- Traidor, inconfeso y mártir (1993), de José Zorrilla[7]
- Don Juan Tenorio (1993), de José Zorrilla
- La opinión de Amy (1998), de David Hare
- Copenhague (2003), de Michael Frayn[8]
- Ninette y un señor de Murcia (2003), de Miguel Mihura

## Cine
Su carrera cinematográfica cuenta con escasos títulos, como Saeta rubia, Cuerda de presos, Todos somos necesarios (1956), Las muchachas de azul (1957) o La venganza del Zorro (1962). También tuvo un pequeño papel en el clásico Plácido (1961) de Luis García Berlanga. Apareció también en La prima Angélica (1973), dirigida por Carlos Saura.
En los últimos años fue recuperado para el cine por José Luis Garci, con títulos como Tiovivo c. 1950 (2004) y Ninette (2005).

## Televisión
Se incorporó a Televisión española en 1957, y desde entonces tuvo ocasión de participar en cientos de producciones y representaciones de teatro televisado en espacios como Primera fila, Novela o Estudio 1. Entre las interpretaciones más memorables en este último programa se incluyen Las brujas de Salem (1973), El perro del hortelano (1966), Doce hombres sin piedad (1973) y El motín del Caine (1974).
También participó en las siguientes series: Historias de mi barrio (1964), Juan y Manuela (1974), El jardín de Venus (1983-1984), El baile (1985), La huella del crimen 2: El crimen de Don Benito (1991) y Hostal Royal Manzanares (1996-1998).

### Trayectoria
| * Manos a la obra - - El búnker de Don Odón (6 de febrero de 2001) - Hostal Royal Manzanares (1996-1998) - Colegio mayor - La boda (1 de enero de 1996) - ¡Ay, Señor, Señor! - ¡Aire puro! (1 de enero de 1995) - Brigada central - Flores 'El Gitano' (3 de noviembre de 1989) - Voz humana, La - El canto del cisne (21 de enero de 1987) - Media naranja - El novio de mamá (12 de mayo de 1986) - El baile (1985) - El jardín de Venus - Salvada (15 de noviembre de 1983) - Imprudencia (22 de noviembre de 1983) - Condecorado (29 de noviembre de 1983) - Anillos de oro - A corazón abierto (21 de octubre de 1983) - Quinto jinete, El - Los dados (31 de diciembre de 1975) - Teatro, El - El proceso de Mary Dugan (21 de octubre de 1974) - Noche de teatro - El abogado del diablo (13 de septiembre de 1974) - Juan y Manuela - Buenas noches, señores - Esta vida difícil (12 de julio de 1972) - Teatro breve - El prestamista de tiempo (7 de agosto de 1971) - Fragmento de la vida de Mr. Thompson (28 de agosto de 1971) - Los ladrones (9 de octubre de 1971) - La difunta (28 de febrero de 1980) - La última vedette (5 de abril de 1981) Esteban - El anuncio (12 de abril de 1981) López - Las grandes batallas navales (21 de junio de 1981) - Visto para sentencia (1971) - Estudio 1 - La rosa de los vientos (6 de octubre de 1965) - El perro del hortelano (2 de febrero de 1966) - Las manos son inocentes (2 de marzo de 1966) - Los árboles mueren de pie (5 de octubre de 1966) - Tres sombreros de copa (16 de noviembre de 1966) - La cigüeña dijo sí (7 de diciembre de 1966) - Las siete vidas del gato (25 de enero de 1967) - El baúl de los disfraces (8 de febrero de 1967) - Un hombre duerme (5 de julio de 1967) - Vela de armas (26 de julio de 1967) - La loca de la casa (6 de septiembre de 1967) - Mesas separadas (28 de noviembre de 1967) - La librería del sol (12 de marzo de 1968) - Mi marido no me entiende (27 de agosto de 1968) - El caso del señor vestido de violeta (8 de abril de 1969) - El acorazado Valiant (6 de mayo de 1969) - Angelina o el honor de un brigadier (16 de diciembre de 1969) - Cándida (9 de abril de 1970) - El glorioso soltero (21 de mayo de 1970) - El que recibe las bofetadas (26 de febrero de 1971) - Tengo un millón (15 de octubre de 1971) - El otro (29 de octubre de 1971) - Celos del aire (19 de noviembre de 1971) - Dulce hombre (28 de enero de 1972) - El chalet de Madame Renard (3 de marzo de 1972) - Felicidad conyugal (5 de mayo de 1972) - La venda en los ojos (22 de julio de 1972) - Juego de niños (3 de noviembre de 1972) - Veinte añitos (17 de noviembre de 1972) - La vida privada de mamá (24 de noviembre de 1972) - Doce hombres sin piedad (16 de marzo de 1973) - Las brujas de Salem (11 de mayo de 1973) - Al César lo que es del César (26 de octubre de 1973) - El bebé (30 de noviembre de 1973) - El motín del Caine (11 de enero de 1974) - El precio (1 de febrero de 1974) - Robo en el Vaticano (11 de agosto de 1975) - La decente (29 de marzo de 1976) Miranda - Réquiem por una mujer (1 de diciembre de 1977) - La bella Dorotea (20 de febrero de 1981) - La muchacha sin retorno (12 de junio de 1981) - La de San Quintín (15 de agosto de 1983) - Teatro de misterio - Mejor muerto (24 de agosto de 1970) - Culpables (7 de septiembre de 1970) - Risa española, La - El orgullo de Albacete (4 de julio de 1969) - Un drama en el quinto pino (22 de agosto de 1969) - Pequeño estudio - Un hombre irremediable (3 de octubre de 1968) - En una noche así (1 de noviembre de 1968) - Noche cerrada (8 de noviembre de 1968) - Un mal negocio (21 de mayo de 1969) - Deja tu esperanza en el balcón (7 de enero de 1970) - Hora Once - Auto de fe (22 de septiembre de 1968) - El sueño de Makar (15 de abril de 1971) | - Pequeña comedia, La - Claveles en la oficina (7 de febrero de 1968) - Teatro de siempre - La losa de los sueños (26 de enero de 1968) - Arlequinada (22 de febrero de 1968) - El rey se muere (29 de marzo de 1968) - Juno y el pavo real (4 de abril de 1968) - Un marido de ida y vuelta (1 de mayo de 1969) - Casa de muñecas (11 de febrero de 1971) - Mademoiselle de Lowenzorn (28 de abril de 1971) - Los empeños de una casa (27 de marzo de 1972) - Historias naturales - Un barbazul afeitado (18 de octubre de 1967) - Jugar con electricidad (22 de noviembre de 1967) - Tercer rombo, El - Llegar a la cumbre (2 de agosto de 1966) - Encuentros, Los - De lo soñado a lo vivo (30 de julio de 1966) - Luz de bengala (17 de septiembre de 1966) - Historias para no dormir - El muñeco (1 de abril de 1966) - Dos en la ciudad - 22 de octubre de 1965 - Tras la puerta cerrada - La mujer fantasma (8 de enero de 1965) - Gran teatro - No habrá guerra de Troya (4 de marzo de 1964) - El amor de los cuatro coroneles (5 de abril de 1964) - Historias de mi barrio - La mesa y las rosas (12 de febrero de 1964) - El psiquiatra (26 de febrero de 1964) - El sereno somnoliento (4 de marzo de 1964) - La ventana y la guerra (29 de abril de 1964) - Historias de mi barrio (6 de mayo de 1964) - El piso (9 de junio de 1964) - La niña Luz (15 de julio de 1964) - Las vacaciones de Luzbelito (22 de julio de 1964) - La Miss (29 de julio de 1964) - Las oposiciones (12 de agosto de 1964) - Sor Alegría (19 de agosto de 1964) - Estudio 3 - Ejemplo del doncel ingrato (28 de octubre de 1963) - Sospecha - Bank City: Lunes (2 de julio de 1963) - Teatro de familia - Detrás de la luna (18 de junio de 1963) - Diálogos de Nochevieja (31 de diciembre de 1963) - Cubierto, 15 pesetas (14 de julio de 1964) - Novela - El amor lleva gafas de sol (9 de junio de 1963) - Los cinco invitados (6 de abril de 1964) - La alegría del Capitán Ribot (1 de febrero de 1965) - La novia vacía (23 de noviembre de 1965) - Sobra uno (14 de febrero de 1966) - La sombra del arpa (26 de junio de 1967) - El ladrón enamorado (18 de diciembre de 1967) - Zorrilla (18 de agosto de 1969) - Coro de ángeles (15 de marzo de 1971) - El casamiento (9 de agosto de 1971) - Ana Karenina (3 de noviembre de 1975) - Abel Sánchez (14 de noviembre de 1977) - Primera fila - Esta noche es la víspera (10 de mayo de 1963) - La pradera de San Isidro (24 de mayo de 1963) - Malvaloca (21 de junio de 1963) - Me casé con un ángel (12 de julio de 1963) - La señorita de Trevélez (25 de julio de 1963) - Tío Vania (6 de septiembre de 1963) - ¡Sublime decisión! (9 de octubre de 1963) - El árbol de los Linden (23 de octubre de 1963) - Las flores (30 de octubre de 1963) - Arsénico y encaje antiguo (4 de febrero de 1964) - La casa de la noche (26 de febrero de 1964) - Casa con dos puertas es mala de cerrar (18 de marzo de 1964) - Eva sin manzana (22 de abril de 1964) - La venganza de Don Mendo (21 de junio de 1964) - Una noche de primavera sin sueño (5 de agosto de 1964) - La bella desconocida (26 de agosto de 1964) - Aliento (11 de noviembre de 1964) - Suspenso en amor (27 de enero de 1965) - Invitación al castillo (3 de marzo de 1965) - Corrupción en el Palacio de Justicia (8 de abril de 1965) - Una muchachita de Valladolid (12 de mayo de 1965) - Ninotchka (25 de mayo de 1965) - El milagro en la Plaza del Progreso (11 de agosto de 1965) - El baile de los ladrones (25 de agosto de 1965) - El caso de la mujer asesinadita (22 de septiembre de 1965) |